# おはよう北陸
『おはよう北陸』（おはようほくりく）は、NHK福井、NHK金沢、NHK富山で放送される朝の『NHKニュースおはよう日本』のローカルニュース番組。
2024年度まで県域で放送されていたおはよう福井、おはようかがのと、おはよう富山を一本化し、北陸地方全域をカバーする。また、福井・金沢・富山の3局のアナウンサーが金沢放送局から日替わりでニュースを担当する。
2024年度までは石川・富山は「全国の気象情報」の後に県域に切り替わっていたが、「おはよう北陸」では北陸3県全て「全国の気象情報」を放送されずに県域に切り替わるようになった。

## 放送時間
- 月曜日 - 金曜日 6:53 - 7:00、7:45 - 8:00（JST）
  - 祝日・年末年始は休止し、6:55 - 7:00・7:25 - 7:30（年末年始は7:15 - 7:20）の時間帯で名古屋発の「ニュース・気象情報（東海・北陸）」を放送。